# Jaroslav Gillar
Jaroslav Gillar (* 9. März 1942 in Jaroměř) ist ein tschechischer Regisseur.

## Leben
Gillar studierte Theaterwissenschaft an der Karls-Universität (Philosophische Fakultät) in Prag. Ab 1964 arbeitete er als Dramaturg und Regisseur. 1968 wurde er künstlerischer Leiter der Schauspielgruppe des Theaters am Geländer. Für den 1969 erschienenen Film The Last Thing schrieb er das Drehbuch und übernahm auch die Regie. Am Nationaltheater Prag wirkte er als Gastregisseur. Er nahm an Theaterfestivals in Paris, London, Helsinki, Venedig, Belgrad und Berlin sowie an den Berner Kunstwochen und den Zürcher Junifestwochen (1970 und 1972) teil. 1974 wurde er vom Kunstschaffen ausgeschlossen und ging ins Exil in die Schweiz.
Zahlreiche Gastinszenierungen führten ihn nach Bern, Zürich, Hamburg und Helsinki. Er arbeitete als Regisseur auch für das Fernsehen, schrieb Drehbücher, Opernlibretti und eigene Theaterstücke. Von 1983 bis 1988 war er Hausregisseur am Stadttheater St. Gallen. Seit 1988 leitet er die experimentelle Bühne Theater 3 in Biel. Am Theater Na zábradlí vollendete Gillar 1990 Ladislav Fialkas Inszenierung Der Pilger. In der Laterna Animata Prag inszenierte er zwei Jahre später Gaetano Donizettis Oper Fausta und im selben Jahr auch ein Operntriptychon der Komponisten Giovanni Battista Pergolesi, Marco da Gagliano und Loos beim Internationalen Festival der Barockmusik auf Schloss Valtice. 1993 und 1994 war er künstlerischer Leiter des Komödientheaters in Prag.
Die Oper Treemonisha von Scott Joplin inszenierte Gillar 2002 an der Staatsoper Prag.

## Auszeichnungen (Auswahl)
- 1968: Staatspreis für die Produktion von Gogols Mad Notes